# Sant'Agostino risana gli sciancati
Sant’Agostino risana gli sciancati è un dipinto del pittore veneziano Tintoretto realizzato attorno al 1549-1550 e conservato nella Pinacoteca civica del Palazzo Chiericati a Vicenza.

## Descrizione e stile
Il dipinto fu realizzato per la Chiesa di san Michele, che fu in seguito demolita. 
La composizione ha per soggetto Sant'Agostino. Egli appare in cielo con  paramenti vescovili e circondato fino all'altezza delle spalle da una nuvola, mentre la testa con la mitra è avvolta con biancore. Nel suolo in primo piano troviamo dei malati sciancati in pose scompigliate, in stile michelangelesco i quali attendono la guarigione dal Santo. Più avanti che si va, le figure appaiono pallide per effetto della luce, sullo sfondo la chiesa dei santi Cosma e Damiano.
L'opera fu soggetta a restauri piuttosto invasivi, venne infatti scurita, con un restauro non reversibile, a metà del seicento, poiché considerata "troppo chiara per essere un tintoretto". Grazie alla datazione al carbonio, effettua all'inizio del 2000, si appurò tuttavia  che i colori isoltimente chiari erano effettivamente originali e si procedette ad una ulteriore ridipintura, questa volta reversibile, che la riportasse quanto più possibile vicina all'aspetto originario.
Da segnalare anche, che si tratta di una delle prime tele che tintoretto realizza al di fuori di venenzia, nello specifico, fu commissionata da Girolamo Godi, vicentino, per la sua cappella di famiglia nella chiesa di San Michele, retta dagli agostiniani, demolita nel 1812.

### Video
- "Pillole d'arte": Tintoretto, “Sant'Agostino risana gli sciancati” a Palazzo Chiericati, su YouTube, 19 maggio 2021. URL consultato il 20 luglio 2024. Ospitato su VicenzaCultura.